# Torre Meloria

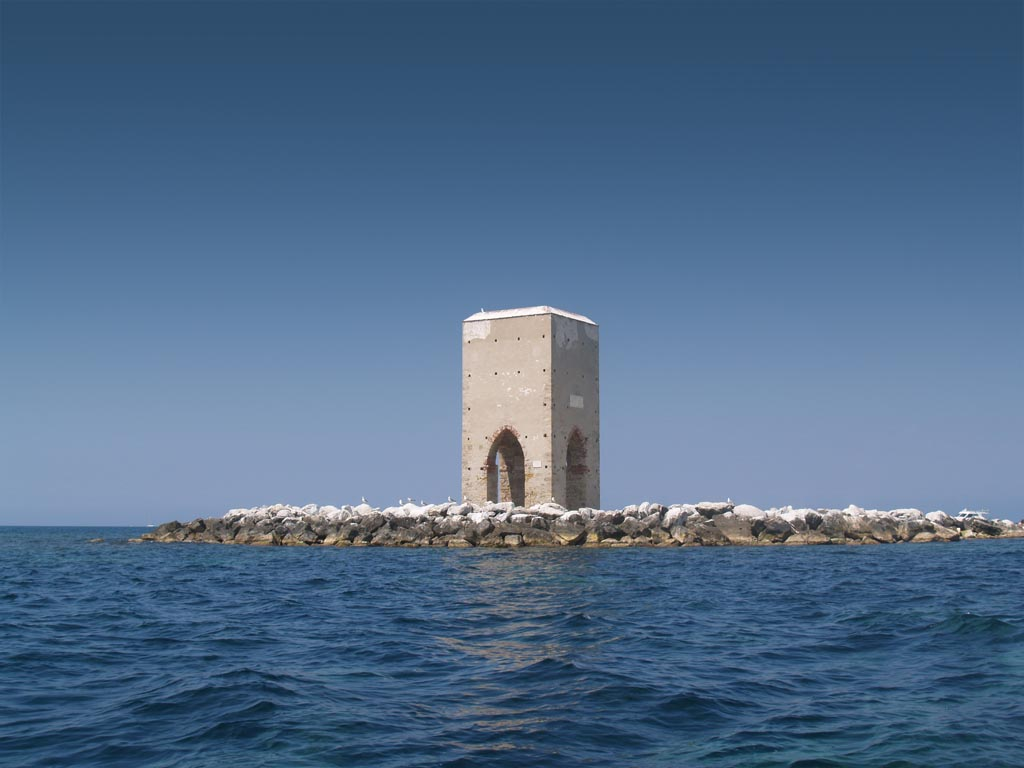
La Torre de Meloria.

La Torre Meloria se levanta en una zona de aguas poco profundas y rocas aflorantes del Mar de Liguria (el llamado Secche della Meloria), frente al puerto de Livorno, del que dista unos 7 kilómetros.
La torre es una construcción del siglo XVIII que se alza aislada en el tramo de mar que en 1284 fue escenario de la famosa Batalla de Meloria en la que la flota de la República de Génova arrolló a la de la República de Pisa, que nunca se recuperó de aquella derrota.
Administrativamente forma parte del municipio de Livorno.
En 1722 se encontraron en el lecho marino de los alrededores cuatro cabezas de bronce de factura renacentista tardía (Estatuas de bronce de Meloria), que representaban a Homero, Sófocles, Esquilo y una de autor desconocido, que fueron trasladadas a Florencia y actualmente se encuentran en el Museo Arqueológico Nacional.

## Historia
El primer faro de Meloria fue erigido por la República de Pisa hacia el siglo XII para señalar la presencia de peligrosos bajíos frente a Porto Pisano, el vasto sistema portuario que se extendía en las zonas septentrionales de la entonces Villa Labroniana.
También funcionó como fortaleza, mientras que el faro fue confiado primero a la Benedictinos de Pisa y más tarde a la Augustinos de la antigua Iglesia de San Jacopo in Acquaviva, en Livorno.
La torre, destruida por la Genovese en 1286, Fue reconstruido en 1598 a instancias del Gran Duque Fernando I de Médici, pero posteriormente fue demolido por la fuerza del mar.
La construcción actual data de 1709 y fue erigida bajo Cosimo III: consta de cuatro pilares unidos por arcos agudos sobre los que se apoya el cuerpo de la torre propiamente dicho, para hacerla menos resistente a las olas.
Sin embargo, la torre carecía de un sistema de señalización para los navegantes, por lo que a partir del 15 de mayo de 1867 se le unió posteriormente un faro metálico de veinte metros de altura.
En la actualidad, los bajos están señalizados por dos balizas y un sistema fotovoltaico.